# All over the show
All over the show is een livealbum van Here & Now. Here & Now stonden onder hevige invloed van Gong en de punkbeweging. De muziek klinkt weer feller dan op hun studioalbum Give and take. Het album is opgenomen tijdens een van de vele tournees, die Here & Now verzorgde (augustus 1979). De band trad als het enigszins kon gratis op en dat leidde er mede toe, dat er veel personeelswisselingen waren. Ten opzichte van Give and take was de drummer verdwenen, maar hij nam ook de twee zangeressen mee.
In het dankwoord richtte men zich tot Steve Hillage, een van de gitaristen van Gong voor zijn "sound". Dat mag ook wel, af en toe lijkt Hillage zelf te spelen (track 4) in plaats van Sharpstrings, die de release van het volgende studioalbum niet meer meemaakte.

## Musici
- Steffy Sharpstrings – gitaar, zang
- Keith Bailey (the Bass) – basgitaar, zang
- bernie Elliot – gitaar
- Gavin Allardyce (de Blitz) – synthesizers
- Rob Bougie – slagwerk

## Muziek
| Nr. | Titel                | Duur |
| --- | -------------------- | ---- |
| 1.  | Think of yourself    |      |
| 2.  | Open Door            |      |
| 3.  | 70’s youth           |      |
| 4.  | Surgeon’s knife      |      |
| 5.  | Little things        |      |
| 6.  | Only way             |      |
| 7.  | Jam                  |      |
| 8.  | End of the beginning |      |
| 9.  | Choke a koala        |      |
| 10. | End of the beginning |      |